# Ясмин Щук
Ясмин Щук (босн. Jasmin Šćuk, нар. 14 липня 1990, Мостар) — боснійський футболіст, що грав на позиції півзахисника. Відомий за виступами в низці боснійських і закордонних клубів. Чемпіон Чехії, володар Кубка Чехії.

## Клубна кар'єра
У професійному футболі Ясмин Щук дебютував 2008 року виступами за команду «Сараєво», а вже наступного року Щук дебютував у чеському клубі «Млада Болеслав», у якому грав до 2016 року, та став у його складі володарем Кубка Чехії. У 2016 році боснійський футболіст перейшов до іншого чеського клубу «Славія», у складі якого став чемпіоном Чехії. У 2017 році Щук перейшов до турецького клубу «ББ Ерзурумспор», у якому грав до 2020 року. Завершив ігрову кар'єру футболіст у турецькій команді «Алтай», за яку виступав протягом 2020—2021 років.

## Виступи за збірну
У 2008 році Ясмин Щук грав у складі юнацької збірної Боснії і Герцеговини, загалом на юнацькому рівні взяв участь у 2 іграх.

## Титули і досягнення
- Чемпіон Чехії (1):

«Славія»: 2016–2017
- Володар Кубка Чехії (1):

«Млада Болеслав»: 2015–2016